# あなただけ見えない
『あなただけ見えない』（あなただけみえない）は、1992年1月13日から3月23日まで、毎週月曜日21時から21時54分にフジテレビ系の「月9」枠で放送されたテレビドラマ。全11回。主演は三上博史。

## 概要
「もう誰も愛さない」（1991年）と同じコンセプトを汲み、脚本、スタッフ陣で「もう涙は見せない」（1993年）が後に制作され「ジェットコースタードラマ・3部作」の第2作目として知られている。ただし、「もう誰も愛さない」が木曜劇場枠だったのに対して、本作は当時のフジの看板作品であった「月9」枠に移動となった。平均視聴率は16.3パーセント、最終回では全11話中最高の視聴率22.0パーセントを記録した（ビデオリサーチ調べ、関東地区）。
複雑怪奇な人間関係と急展開のストーリー、オカルトチックな雰囲気などが特徴のサイコサスペンスドラマである。昼夜問わず三輪車に乗る歯列矯正中の少女がアイキャッチのように登場したり、登場人物がことごとく殺害される、または精神崩壊を起こすなどの残酷な場面もある。主演の三上博史は当作品で、野心家で冷酷な性格の「青田和馬」、心優しい穏やかな性格の「高野淳平」、そして青田和馬を上回る凶暴な女性「明美」と、3つの人格を持つ多重人格者を演じる。
このドラマでは、所々にロシア語が現れる。例えば、本編の最後には「つづく」の代わりに「Продолжение следует（ロシア語で「-が続く」の意味）」、エンドカードでは「終わり」の代わりに「Конец（ロシア語で「終わり」の意味）」と表示される。
この番組の放送中に、『とんねるずのみなさんのおかげです』にてヒロインの川島恵を演じる小泉今日子をゲストに迎え、第1話をモチーフにしたパロディコント「あなただけ見えない2」が放送された。
1992年にワニブックスから原作本の上下巻が刊行された。DVD・VHS等のソフト化に関しては日本国内では実現していない。
2007年2月からファミリー劇場、2008年7月からチャンネルNECOでも放送された。さらに2014年4月からはテレビ神奈川、5月からはLaLa TVでも放送された。2018年9月からはホームドラマチャンネルで放送された。
2021年1月からチバテレビで放送されたが、第10話以降は4月の改編で放送時間が変更となったため、第10話を放送日の翌週も再度放送し、さらにその翌週に当初の予定より1週ずれる格好で第11話の最終話を放送した。2024年5月17日からTOKYO MXで再放送されていた。

## あらすじ
女子大生の川島恵はある日、姉の舞子と間違えられ、イワノフと名乗るロシア人の男から、舞子の実父が間宮財閥の当主・間宮幸太郎で、舞子は遺産の正統な相続人の一人だと告げられ、コインロッカーの鍵を渡される。イワノフが去った後、言われるままにロッカーを開けると、中には半分に破れた間宮幸太郎の日記が入っていた。日記を読んだ恵は舞子を名乗り、間宮財閥の未亡人・秀美と接触して5000万円の小切手を受け取るが、その直後に間宮家の顧問弁護士・青田和馬の策略で舞子が失踪し、会社から5000万円を横領した容疑で指名手配されていた。恵もまた、姉の舞子が指名手配された影響で内定を取り消され、恋人の山根光彦と破局する。さらにマンションのエレベーター内で、和馬から日記を強奪されそうになるが、コンピュータープログラマーの青年・高野淳平に偶然助けられる。次第に相思相愛となる恵と淳平だったが、ほどなくして淳平は、多重人格者である和馬の別人格であることが判明する。間宮幸太郎の日記が遺産相続の行方を握ると考えた和馬は、淳平と和馬の人格が交互に入れ替わりながらも執拗に恵の持つ日記を狙う一方で、間宮家の令嬢・茜との結婚を画策する。恵は和馬の襲撃をかわしつつ、行方不明の舞子を助けるために、元恋人・光彦の協力を得ながら奔走する。しかし、多くの人物が間宮財閥の遺産を巡るその裏で、和馬の父親とされる故人・青田三郎の恐るべき計画が静かに進行していた。

## キャスト

### 主要人物
青田和馬（あおた かずま）
演 - 三上博史
間宮家の顧問弁護士を務める多重人格者の青年。黒い皮手袋をはめ、随所でポーリュシカ・ポーレを口ずさむ。愛車はトヨタ・スープラで、本籍地は東京都である。性格は冷酷で、間宮家の財産を狙って暗躍し、未亡人の間宮秀美に取り入る一方で、間宮家の長女・茜とも肉体関係を持つ。警察と繋がりがあり、刑事の村岡と共謀して川島舞子に横領の濡れ衣を着せたうえで誘拐した。過去に間宮家で運転手を務めた青田三郎の子供とされており、幼少期に父親である三郎から繰り返し折檻を受け、耐えかねて三郎を殺害した過去を持つとされた。三郎のミイラを椅子に座らせて話しかける場面がたびたび登場し、その際は三郎のミイラの前で半裸になって無数のフラッシュを焚き、父親に折檻される様子を再現する一人芝居を行う。間宮幸太郎の日記が遺産強奪の鍵になると判断したことから、日記を持つ川島恵を執拗に狙うが、もう一人の人格・高野淳平にことごとく妨害される。劇中当初は、光彦に拘束された状態で、光彦の隣にいる恵に向かって「この女、濡れてるぜ」と笑い飛ばすほど常に大胆不敵な態度をとっていたが、物語の後半で表層化した別の人格・明美に肉体の主導権を乗っ取られて次第に弱体化する。日記の入手が存在理由であることを明美に付け込まれ、明美と共謀した東和大学教授・高橋貞国に日記の後半部分の偽物を燃やされて、日記が消滅したと思い込み絶望して意識の内側に引きこもった。その後、和馬の人格は、淳平の人格と融合した。最終回にて、間宮家の運転手であった青田三郎とは血の繋がりはなく、間宮幸太郎とロシア人娼婦との間に、川島舞子と共に生まれた双子の1人であること、生後まもなく間宮幸太郎の前妻・陽子に預けられたこと、さらに幼少時の和馬や陽子に暴力を繰り返して、淳平と明美の人格を発生させたのは高橋であることが判明した。
高野淳平（たかの じゅんぺい）
青田和馬が、自身の父親で間宮家の運転手・青田三郎を殺害した際に、自責の念から生まれたとされるもうひとつの人格。職業はコンピュータープログラマーで、心優しい人格を持つ。時折、断片的に記憶を失う症状を治療するため、東和大学病院に通院している。和馬がマンションのエレベータ内で川島恵を襲おうとした時に、淳平の人格が表に出て恵を助け、その後も恵が和馬の襲撃を受けるたびに意識の内側から和馬に抵抗する。福岡県の実家に両親が住んでいることになっており、和馬と淳平はそれぞれ運転免許証を所持している。恵と相思相愛になるが、別人格である和馬や明美の冷酷な言動に苦しみ、恵に自身を殺すよう懇願した。後に和馬の人格と統合して、意識の内側から明美に抵抗するが、明美には合体ロボと揶揄され、肉体の主導権を奪還することはできなかった。最終話で、病院から脱出したところを間宮茜に背後からナイフで刺され、死亡した。
明美（あけみ）
第7話の終わりから登場した第3の人格で、性別は女性である。明美の人格が発露している時は茶髪のソバージュのかつらを被り、化粧をして口紅を引き、イヤリングと赤いネイルチップを装着し、パンプスを履いて女装する。また、口調もオネエ言葉のようになる。和馬以上に冷酷な性格をしており、間宮家に関わるすべての人間を破滅させるために、狂気をはらんだ笑顔を振りまきながら行動する。幼少期の和馬から発生した人格だったが、表層化せずに意識の内側で登場する機会を伺っていた。和馬が川島恵と対峙した際、和馬の人格が弱体化してきたところで初めて表舞台に登場し、「明美よ。あんたとレズりたくてやってきたの。」と自己紹介した。和馬から肉体の主導権を奪い取り、和馬の意識が表に出ている状態で体を操り、和馬の意思に反して口紅で壁に「FUCK YOU」と書くなどして、戦慄する和馬を弄び楽しんだ。その他にも、間宮望の部屋に侵入し、昏睡中の望を見つめながら手に持った一輪のバラを食べ、その花びらを口から噴き出して高笑いするなど、奇行が多い。後に淳平と和馬の人格が融合して、意識の内側から明美に抵抗するが、「出たわね、合体ロボ！」と嘲笑してこれを一蹴し、「クーデターはもうおしまい？いやよ、もっと遊んでくれなくちゃ！」と嘯く余裕を見せた。東和大学の教授・高橋貞国が、間宮家を巡る陰謀と関わりがあることを知っており、高橋の娘・真美を誘拐し、東和大学病院に乗り込んで間宮幸太郎の日記の後半部分を渡すよう要求する。その後、高橋が放った刺客2人に襲われるが、間宮家のメイド・姫子を身代りにしたうえで1人の首の骨を折って殺害し、もう1人もナイフで胸を刺して情報を聞き出したうえで殺害した。最終話にて、高橋から自身の出生に関する真実を聞いて絶望し、淳平と人格を交代して表舞台から消えた。
川島恵（かわしま めぐみ）
演 - 小泉今日子
本作品のヒロインである女子大生。両親が心中で死亡した後、姉の舞子と2人で生活している。広告代理店の就職が決まり、東和大学病院の勤務医・山根光彦との交際も順調だったある日、イワノフと名乗るロシア人の男から、資産家の間宮幸太郎が舞子の実父だと聞かされる。イワノフからコインロッカーの鍵を渡され、言われるがままにロッカーの中に入っていた間宮幸太郎の日記の前半部分を入手する。日記を読み、好奇心から舞子と偽って間宮家を訪れ、間宮秀美から手切れ金として5000万円の小切手を受け取るが、その直後に青田和馬の策略によって舞子が行方不明になり、さらに舞子が会社の金5000万円を横領した罪で指名手配されたため、その余波で広告代理店の内定が取り消しとなり、恋人の光彦とも破局する。その後も和馬から執拗に間宮の日記を狙われ、間宮家の地下室で磔にされたり鞭で打たれるなどされるが、同時に和馬の別人格である高野淳平と出会い、淳平が多重人格者であることを知りながらも愛し合うようになる。ことあるごとに淳平の名前を発するため、淳平のふりをした和馬に淳平の名前を連呼させられたことがある。行方不明の舞子を救出するため、間宮家の子息・望の家庭教師となって間宮家に侵入し、盗聴器を仕掛けて屋敷内で交わされた共謀を録音するなど行動を起こすが、すぐに身元がバレて追い出された。また、和馬に命を狙われていた望を助けるために、望に向かって淫猥な言葉を吐き、望が昏睡する原因を作った。後に恵自身が、間宮幸太郎とアニタという女性の間に生まれた実の娘であり、幼少時に宮幸太郎の別人格である青田三郎（後述）の手で川島家の夫婦へ預けられたことが判明する。あるキーワードを耳にすると、すべての記憶が消去される暗示をかけられており、高橋によってすべての記憶を失った。最終回で高橋の案により、青田和馬と間宮茜の間に生まれた男児を自身の子であるとして引き取り、淳平と名付けて育てることになる。
山根光彦（やまね みつひこ）
演 - 本木雅弘
東和大学病院の精神科に勤める勤務医で、第1話では川島恵の恋人であった青年。青田和馬や明美からは「戦う医者」や「戦うお医者さん」と呼ばれる。恵の姉・舞子が横領容疑で指名手配された後、恵の言うことを信じられなかったことから破局する。その後、上司である高橋の娘・真美と婚約させられるが、恵を諦められず、寄りを戻そうと躍起になる。東和大学病院のカルテから高野淳平の個人情報を割り出し、特別治療を施すと嘘をついて呼び出し、特別治療室の椅子に拘禁して恵に近づかないよう脅迫を試みるが、青田和馬の人格が発露して返り討ちに遭った。青田和馬の弱味を探るために間宮家のメイド・姫子と手を組み、間宮望の主治医となって間宮家に出入りするが、間宮家に深く関与したことで両親を惨殺され、弟の清は精神が崩壊した。最終回で高橋の邪魔をしようとしたところ、いつの間にか耳に装着されていたマイクロスピーカーの怪音波で身体の自由を奪われ、ロボトミー手術を施されて人格を破壊された。
間宮茜（まみや あかね）
演 - 相楽晴子
間宮家の長女で幸太郎の先妻・陽子の娘。継母である秀美との間に軋轢がある。青田和馬に利用されていることに気付かず和馬を愛して結婚し、妊娠する。間宮の屋敷に乱入してきた川島恵から、和馬が多重人格者であることを告げられ怒り、衝動的に恵に平手打ちを食らわすが、直後に恵から平手打ちの反撃を受けた。和馬が多重人格者であることを受け入れられず、淳平の人格が表に出ていた時に背後からナイフで刺して殺害した。実は間宮幸太郎との間に血の繋がりはなく、どこの誰とも知らない男性の精子と陽子との人工授精で誕生した子供であることが判明する。最終回では、男児を出産した直後に病死したことにされた。
川島舞子（かわしま まいこ）
演 - 高木美保
川島恵の姉。高校卒業後、化粧品関連の企業に就職し、心中した両親に代わって恵を大学に進学させるなど、母親代わりを務めた。姉妹二人暮らしによる自衛のため、部屋のベランダに男性用下着を干して、男性と同居している風体を装う。物語の冒頭にて、川島家の夫婦に預けられた間宮幸太郎の子供であり、間宮家の遺産を相続する権利があると語られる。恵が間宮家から5000万円を受け取った直後、和馬によって拉致監禁されると共に、勤務先で5000万円を横領して逃亡されたことにされる。その際に生活費や学費などを稼ぐため、複数の男と関係を持っていた事が発覚した。死亡したとされていたが生きており、後に恵と再会するが、その時には和馬の信奉者となっており、両親を心中に見せかけて青酸カリで殺したのは自分であることや、恵を憎みながらも世間体のために憎悪を隠して面倒をみてきたことを恵に告げて襲いかかる。和馬の陰謀に協力し、東和大学病院に侵入して騒動を起こすが、病院の屋上で明美に襲われそうになった恵をかばい、背中をナイフで刺される。最期は恵に謝罪の言葉をつぶやき、屋上から飛び降りて死亡した。実際は両親を殺害しておらず、後に学生時代に交通事故で入院した際、高橋によって両親を殺した記憶を植えつけられていたことが作中で判明した。また、最終回にて、間宮幸太郎とロシア人娼婦の間に生まれた子供で、幼い頃に川島家に預けられたこと、恵とは異母兄弟で和馬とは双子の血の繋がった兄弟であることが判明した。

### 間宮家関係
間宮秀美（まみや ひでみ）
演 - 新藤恵美
間宮幸太郎の後妻。作中では夫が既に死亡しているため、未亡人となっている。結婚前は間宮家に住み込みで勤めるメイドだった。前妻の子である茜とは確執がある。息子の望を溺愛し、間宮家のすべての財産を相続させるため、青田和馬を顧問弁護士として雇い、間宮幸太郎の遺言となり得る日記を探している。和馬に依存して肉体関係を持ち、和馬と茜の結婚式の際は茶番であると激昂して退席した。和馬に裏切られてからは次第に精神が衰弱し、望の往診医として間宮家に来た山根光彦とも関係を持つ。しばしばヒステリーを起こしてメイドの姫子を鞭で打つなど高慢な性格だったが、次第に茜の実母・陽子の亡霊に怯えて精神に異常をきたすようになり、間宮家の地下室に隔離される。息子の望を幸太郎との実子であると信じて疑わなかったが、実際は本人の知らぬ間に、間宮幸太郎の別人格・青田三郎と高橋貞国によって、どこの誰とも知らない男性の精子との人工授精で妊娠した子供で、幸太郎との血の繋がりはなかった。最終話では、間宮家の崩壊と同時に精神病院へ収容され、表向きには病死と発表された。
間宮望（まみや のぞみ）
演 - 河相我聞
間宮家の長男で、間宮秀美の息子。間宮茜とは異母姉弟とされていたが、実際は間宮幸太郎の別人格・青田三郎と高橋貞国によって、どこの誰とも知らない男性の精子と秀美との人工授精で生まれた子供であり、間宮幸太郎とは血のつながりがないことが最終回で判明する。内省的で気難しい性格だったが、間宮家の内部を探るために家庭教師として来た川島恵を慕うようになり、恵の依頼で屋敷内に盗聴器を設置するなど協力する。青田和馬によって屋敷の地下室に磔にされていた恵を救助しようとするが、「見たいんでしょう、私の陰部を」といった恵の言葉に深く傷ついて意識を失い、心を閉ざした昏睡状態で入院する。その後、秀美の要望で昏睡状態のまま屋敷内での在宅医療となる。間宮幸太郎と、その別人格である青田三郎の霊に憑依されており、青田三郎の霊に度々意識を乗っ取られ、青田三郎の計画に支障をきたす者を殺害していった。また、間宮幸太郎の霊が表に出てきた時は、間宮家の過去や、自身の別人格である青田三郎の計画を滔々と語った。最終回で目を覚まし、東和大学病院のトイレで「すべての計画を終了します。すべての計画を終了します。」と宣言して、その場にいた高橋と前田を刃物で殺害した。
中川姫子（なかがわ ひめこ）
演 - かとうれいこ
間宮家のメイド。間宮幸太郎の愛人だったことで、本妻である秀美から憎悪され、ことあるごとに鞭で打たれるなどの暴力を受ける。間宮家の財産を狙い、川島恵の元恋人・山根光彦と手を組んで肉体関係を持ち、間宮家の情報を光彦に提供する。秀美が精神不安定になり地下室に閉じ込められた後は、これまでの仕返しと称して秀美を鞭で打った。明美が青田和馬の別人格であることを見抜いて協力をもちかけるが、明美に利用され、高橋の放った刺客の身代りにされて毒ガスを浴びて死亡した。
太田竜二（おおた りゅうじ）
演 - 高杉亘
間宮家の運転手を務める男性。メイドである中川姫子と共に、ヒステリーを起こした間宮秀美の八つ当たりを度々受ける。間宮望に偏執的な愛情を抱く。間宮幸太郎の別人格・青田三郎の霊が憑依した望が屋敷内で殺戮に及んだ際は、茜をかばい、望の凶刃を2度受けて絶命した。死の直前にロシア語で「あの子は鏡の中にいる」と言い放ち、望の中に眠る間宮幸太郎の霊を引き起こした。
雨野五十鈴（あまの いすず）
演 - 小高恵美
間宮家に出入りする女性祈祷師で、間宮秀美の依頼で様々な儀式を行う。秀美など関係者からは「五十鈴さま」と呼ばれる。降霊術を試みた際、間宮幸太郎の霊が乗り移った。また、占いの結果に恐れおののき、青田和馬と間宮茜の子供を産んではならないと警告する。劇中後半から登場しなくなった。
間宮幸太郎（まみや こうたろう）
演 - 桝川譲治（霊の声：渡部猛、少年期：反田孝幸）
間宮家の当主。作中では既に死亡しており、屋敷の壁に肖像画がかかっている。生前、間宮家の地下室に幽閉されていたアニタという女性に恋をしたが、幸太郎の祖父にその仲を引き裂かれ、深い喪失感から「青田三郎」という人格が発生して多重人格者となった。後にモスクワに逃がしたアニタとの間に恵を授かり、その名付け親となった。また、青田三郎に肉体を乗っ取られている時に、別のロシア人娼婦との間に舞子と和馬を儲けている。死霊となって望に憑依し、青田三郎の計画を語った。
青田三郎（あおた さぶろう）
間宮幸太郎がアニタをモスクワへ逃がした際の喪失感から発生した別の人格で、間宮家にいた運転手・青田三郎から名前をとった。憎悪の塊のような人格で、次第に肉体の支配権を強め、幸太郎を苦しめて楽しむ。夜ごとに女漁りを行い、金で買ったロシア人の娼婦に川島舞子と青田和馬を生ませて、舞子を川島家の夫婦に預け、和馬を間宮陽子に育てさせた。幸太郎の死後は霊となって間宮望に憑依し、間宮家を滅亡させるために多くの人間を巻き込んだ邪悪な計画を実行する。明美からは存在を認識されており、「待ってたわよ、さぶちゃん」と言われた。イーゴリ、村岡、光彦の両親を計画に支障をきたすとして殺害した。
間宮陽子（まみや ようこ）
間宮茜の実母で、間宮幸太郎から見て間宮秀美の前妻、幸太郎の2番目の妻にあたる。作中では既に死去している。幸太郎と最初の妻の間に子供が生まれなかったので、幸太郎の祖父が新たに結婚させた。青田三郎と高橋貞国によって、昏睡中にどこの誰とも知らない男性の精子との間に人工授精を施され、生まれた子供・茜を幸太郎との間に生まれた子だと思い込む。後に精神を病んで死亡した。
青田三郎（運転手）（あおた さぶろう）
間宮家で運転手を務めていた男性。作中では既に死去しており、生前は間宮陽子との間に不倫の噂があった。その噂を間宮幸太郎のもうひとつの人格・青田三郎によって利用された。虐待をしていると思い込んでいた青田和馬に殺害され、作中では椅子に座った彼のミイラが登場する。ミイラの中に間宮幸太郎の手紙が隠されていた。
アニタ
間宮幸太郎の祖父が宴会中、戯れに行ったロシア人男性と娼婦との公開セックスで生まれた女性で、川島恵の実母にあたる。作中ではすでに死去している。誕生後は地下牢に幽閉され、幸太郎がその世話係をした。幸太郎と相思相愛になるが、祖父の知るところとなり、身を案じた幸太郎の手引きでモスクワへ逃れた。その後、モスクワに訪れた幸太郎との間に恵を産むが、その直後に恵は幸太郎の別人格・青田三郎に拉致されて川島家へ預けられた。幸太郎へ手紙を送り、その手紙は間宮家の運転手・青田三郎のミイラの中に隠されていた。アニタの死後、間宮幸太郎の肉体を乗っ取った青田三郎の人格は間宮家滅亡の計画を実行に移すため、アニタが死んでいると知りながら彼女宛に遺産に関する手紙を送り、アニタの義弟・イワノフを日本におびき寄せた。
間宮大蔵（まみや たいぞう）
間宮幸太郎の祖父で、劇中では既に故人である。第一次世界大戦終戦直後、ロシア王朝の財宝強奪を画策して発掘事業を展開する。財宝を独占するために、発掘作業に雇ったロシア人達を皆殺しにしたため、その生き残りに息子夫婦を殺害される。残された孫の幸太郎に苛烈な虐待を加えたり、息子夫婦を殺害したロシア人を嬲り殺しにするなど残忍な性格をしていた。

### 山根光彦の周辺人物
高橋貞国（たかはし さだくに）
演 - 綿引勝彦
東和大学教授。娘の真美を光彦と結婚させようとする。学術的興味から青田三郎の計画に協力し、間宮家の財産を巡る陰謀の裏で暗躍する。幼少時の青田和馬を繰り返し虐待したり陽子から引き離すなど、高野淳平や明美の人格が発生する原因を作った。また、青田三郎と共に仕組んだ交通事故に学生時代の川島舞子を巻き込んで入院させ、両親を殺害した偽りの記憶を刷り込んだ。最終回にて、トイレの個室で用を足していたところを間宮望に殺害された。
前田（まえだ）
演 - 近藤誠
東和大学病院の助手で、長髪を後ろで束ねている男性。青田三郎に連絡を取るなど、高橋の補佐を務める。最終回で惨殺された高橋を発見したところを間宮望に殺害された。
高橋真美（たかはし まみ）
演 - 船田幸
高橋貞国の娘。山根光彦に好意を抱き、会食の席でテーブルの下から足を延ばして向かいの席に座る光彦の股間を足でまさぐるなど、アピールを繰り返す。父親のとりなしで光彦との婚約にこぎつけるが、その裏で光彦の弟・清とも関係を持つ。愛車は赤いサイノス。間宮幸太郎の日記を狙う明美に拉致されてベッドに緊縛され「男にあって女にないものなーんだ」という明美の音声が吹き込まれたテープを繰り返し聞かされるなどの扱いを受けるが、高野淳平が高橋貞国に監禁場所を話したため、後に救出された。
山根節男（やまね せつお）
演 - 勝部演之
山根光彦と清の父親で、東都銀行の銀行員を務める。妻の志津と一緒に、すき焼きやカニなどをよく食べている。光彦に無断で川島恵のアパートに電話し、光彦と別れるように促した一方で、光彦と高橋家の令嬢・真美との婚約には積極的だった。勤務中に偶然、間宮の屋敷内で交わされた共謀の録音テープが存在することを知り、テープが保管されていた恵の貸金庫を無断で開けて入手する。すぐさま間宮の屋敷に赴いてテープの内容を元に10億円を要求するが、その直後に自宅にて志津と共に、青田三郎の霊が憑依した望に首を切断されて殺された。
山根志津（やまね しづ）
演 - 立石凉子
山根光彦と清の母親。夫・節男と共に間宮家の財産を狙ったため、青田三郎の霊が憑依した望に首を切断されて殺された。死の直前、さらに強請りのネタを作るためにカセットテープの録音機能を作動させており、自宅内で望に襲われた際の断末魔が録音された。
山根清（やまね きよし）
演 - 斉藤隆治
山根家の次男で、光彦の弟。家族内ではできの悪い厄介者として疎まれている。兄である光彦に対して劣等感を抱き、ことあるごとに突きかかる。また、光彦の婚約者である真美にアプローチして肉体関係を持った。一方で、路頭に迷った恵にバイト先を斡旋するなど親切に振る舞う。偶然、間宮の屋敷内で交わされた共謀の録音テープを聞いて、両親が間宮家に金銭を要求していることを知り、友人の正一と共に、強盗を装い両親を脅して金を奪い取ろうとするが、首を切断された両親の惨殺死体に遭遇して錯乱する。直後に両親を殺害した容疑で逮捕され、精神が崩壊した。最終回にて、高橋によって特殊な音波が発生するマイクロスピーカーを耳に装着され、催眠に陥った状態で間宮家の顧問弁護士だった男を口封じのために殺害した。

### その他
イワノフ
演 - アイデン・ヤマンラール
アニタの義弟であるロシア人男性。待ち合わせ場所にいた川島恵を川島舞子と思い込み、間宮幸太郎の日記を入れたコインロッカーの鍵を託す。その直後に廃工場で青田和馬に殺され、顔面にガラスの破片が無数に刺さった状態で発見された。
イーゴリ
演 - アイデン・ヤマンラール
イワノフの弟。川島恵に間宮幸太郎の手紙を入れたコインロッカーの鍵を託した後、公園で青田三郎の霊が憑依した望に殺害され、回転ジャングルジムの上に仰向けで乗って回転している状態で発見された。最終回で、青田三郎がアニタに向けて送った手紙を読み、間宮家の財産に目が眩んで日本におびき出されたことが語られた。
村岡（むらおか）
演 - 不破万作
青田和馬と共謀し、間宮家の財産を狙う中年の悪徳刑事。後に和馬にゆすりをかけて金を搾取しようとするが、青田三郎の霊が憑依した間宮望に背中を刃物で刺されて殺害された。
正一（しょういち）
演 - 萩野崇
山根光彦の弟・清の友人で中華料理店の息子。清に頼まれて川島恵をアルバイトとして雇う。清と共に強盗を装って光彦の両親を脅そうとするが、凄惨な死体を目にして清と共に精神が崩壊し、幼児退行した。
間宮家の顧問弁護士をしていた男性
演 - 石黒正男
かつて間宮家で顧問弁護士をしていたが、間宮幸太郎の中にいる別人格・青田三郎の残酷な仕打ちによって精神に異常をきたし、記憶を失った。精神病患者として東和大学病院に入院しており、複数のミールワームをガラス瓶の中に入れて愛でている。最終回で記憶が戻り、川島恵と山根光彦に青田三郎の計画を語ろうとするが、その直後に高橋貞国に操られた清に胸を刺され、死亡した。
川島実（かわしま みのる）
川島恵と舞子の養父。青田三郎から幼い2人を預かり育てた。後に青田三郎によって夫婦ともども青酸カリで毒殺された。
三輪車の幼女
劇中の節々で、三輪車に乗って現れる歯科矯正中の幼女。夜中であろうと三輪車を漕ぎ、不気味な笑顔を見せる。物語には直接かかわらないキャラクター。

## スタッフ
- 脚本：吉本昌弘、瀧川晃代
- 企画：宅間秋史（フジテレビ）、清水賢治（フジテレビ）
- 技術：高津芳英
- 撮影：村瀬清
- 照明：白倉孝雄
- 音声：竹山裕隆
- 映像：中村宏
- 録画：今村信男
- 技術プロデュース：中村彰
- 編集：船崎亮一
- 効果：下城義行
- 選曲：辻田昇司
- 美術制作：上村正三
- デザイン：水上啓光
- 美術進行：金光震洙
- 大道具：杉山龍男
- 装飾：鈴木正則、橋本裕之
- 持道具：藤井伸也
- 衣裳：野原元則
- スタイリスト：遠山真紀
- メイク：倉本〆子（ストロベリーキッズ）
- 視覚効果：藤本茂
- 電飾：堀内文博
- アクリル装飾：日野邦彦
- 生花装飾：吉田優子
- 植木装飾：潟山直希
- ファイティングコーディネイト：佐々木修平（オフィス國井&悪童児）
- スチール：宇田川健二
- 車両：麻布リース
- 主題歌：Date of Birth「you are my secret」（キティレコード〔現・ユニバーサルミュージックキティレーベル〕）
- 挿入歌：Date of Birth「summer of love」（キティレコード〔現・ユニバーサルミュージックキティレーベル〕）
- ロケーション協力：NTT中央研修センター
- 協力：リョーインRVP
- 技術協力：渋谷ビデオスタジオ（ビデオスタッフ）
- 美術協力：フジアール
- プロデューサー補：安藤隆章、梅本ユウ子
- 演出補：江口正和
- 制作主任：上野智也
- 記録：舘野弘子
- 広報：吉見健士（フジテレビ）
- プロデューサー：楠田泰之
- 演出：楠田泰之、中島悟、柴崎正
- 制作：フジテレビ、AVEC

## 放送日程
| 各話                                                       | 放送日        | サブタイトル                 | 脚本     | 演出     | 視聴率 |
| ---------------------------------------------------------- | ------------- | ---------------------------- | -------- | -------- | ------ |
| 1'АЯ.                                                      | 1992年1月13日 | 愛と欲望の果てに             | 吉本昌弘 | 楠田泰之 | 17.2%  |
| 2'АЯ.                                                      | 1992年1月20日 | 殺したいほど好き             | 吉本昌弘 | 楠田泰之 | 15.5%  |
| 3'АЯ.                                                      | 1992年1月27日 | DESIRE                       | 吉本昌弘 | 中島悟   | 13.5%  |
| 4'АЯ.                                                      | 1992年2月03日 | もう一度会いたい             | 吉本昌弘 | 中島悟   | 14.4%  |
| 5'АЯ.                                                      | 1992年2月10日 | 背徳の結婚式                 | 瀧川晃代 | 柴崎正   | 14.7%  |
| 6'АЯ.                                                      | 1992年2月17日 | いま明かされる過去からの伝言 | 吉本昌弘 | 楠田泰之 | 15.0%  |
| 7'АЯ.                                                      | 1992年2月24日 | あの子は鏡の中にいる…        | 瀧川晃代 | 中島悟   | 15.1%  |
| 8'АЯ.                                                      | 1992年3月02日 | 私はあなたを許さない！       | 瀧川晃代 | 中島悟   | 16.1%  |
| 9'АЯ.                                                      | 1992年3月09日 | ガラス越しのキス             | 吉本昌弘 | 柴崎正   | 17.3%  |
| 10'АЯ.                                                     | 1992年3月16日 | すべての謎は一つにつながった | 瀧川晃代 | 中島悟   | 18.9%  |
| 11'АЯ.                                                     | 1992年3月23日 | そして誰もいなくなった       | 吉本昌弘 | 楠田泰之 | 22.0%  |
| 平均視聴率 16.3%（視聴率は関東地区・ビデオリサーチ社調べ） |               |                              |          |          |        |

## 関連商品
- 書籍
  - 吉本昌弘「あなただけ見えない」（上巻）（ワニブックス） ISBN 4847011430 ※1992年2月発売
  - 吉本昌弘「あなただけ見えない」（下巻）（ワニブックス） ISBN 4847011465 ※1992年3月発売